# DJ Jazzy Jeff & The Fresh Prince
DJ Jazzy Jeff & The Fresh Prince var en amerikansk hiphop-gruppe fra West-Philadelphia, Pennsylvania i USA. 
Gruppen bestod af D.J. Jazzy Jeff, The Fresh Prince (den kendte skuespiller Will Smith) og Ready Rock C. Deres første singel, Girls Ain’t Nothing But Trouble, blev udgivet i slutningen af af 1985. De fik den første Grammy nogensinde i 1989 for "Parents Just Don't Understand"

## Diskografi

### Albums
- Rock the House (1987) #83 U.S.
- He's the DJ, I'm the Rapper (1988) #4 U.S.
- And in this Corner... (1989) #39 U.S.
- Homebase (1991) #12 U.S.
- Code Red (1993) #64 U.S.
- Greatest Hits (1998)